# Qui veut la peau de Roger Rabbit
Pour plus de détails, voir Fiche technique et Distribution.
Qui veut la peau de Roger Rabbit (Who Framed Roger Rabbit) est un film américain réalisé par Robert Zemeckis et sorti en 1988. Coproduit par Touchstone Pictures (filiale de Walt Disney Pictures), Amblin Entertainment et Silver Screen Partners, ce film mêlant animation et prise de vues réelles est adapté du roman Qui a censuré Roger Rabbit ? de Gary K. Wolf publié en 1981.
La production est un tour de force technique dans sa manière d'intégrer le dessin animé dans les prises de vues réelles, avant que l'arrivée des images de synthèse au cours des années 1990 ne facilite le procédé.
Le film reçoit à sa sortie des critiques globalement très positives et est un succès commercial mondial. Il relance l'intérêt pour l'âge d'or de l'animation américaine. Il reçoit de nombreuses nominations aux Oscars 1989 et obtient trois prix (meilleur montage, meilleurs effets visuels et meilleur montage de son) ainsi qu'un Oscar pour une contribution spéciale.

## Synopsis
Los Angeles, 1947. Les Toons (personnages de dessins animés) ne sont pas de simples dessins mais des personnes réelles extravagantes. Ils habitent à Toonville, une zone adjacente à Hollywood, et se déplacent régulièrement chez les humains pour tourner des dessins animés. Roger Rabbit est un lapin acteur et héros de dessins animés des Maroon Cartoons. R. K. Maroon, propriétaire des studios Maroon Cartoons, demande au détective privé Eddie Valiant d'enquêter sur une liaison possible qu'entretiendraient Jessica Rabbit, la femme de Roger Rabbit, avec Marvin Acme, inventeur délirant et directeur de l'ACME. Dans le passé, Valiant et son frère Teddy formaient une équipe de détectives réputée spécialisée dans les affaires de Toons. Mais depuis l'assassinat de son frère par un Toon, Valiant s'est retiré, a sombré dans l'alcool et voue depuis une haine envers les Toons. D'abord réticent pour s'occuper d'une affaire avec un Toon, Valiant finit par accepter face à l'insistance de Maroon et un gros chèque.

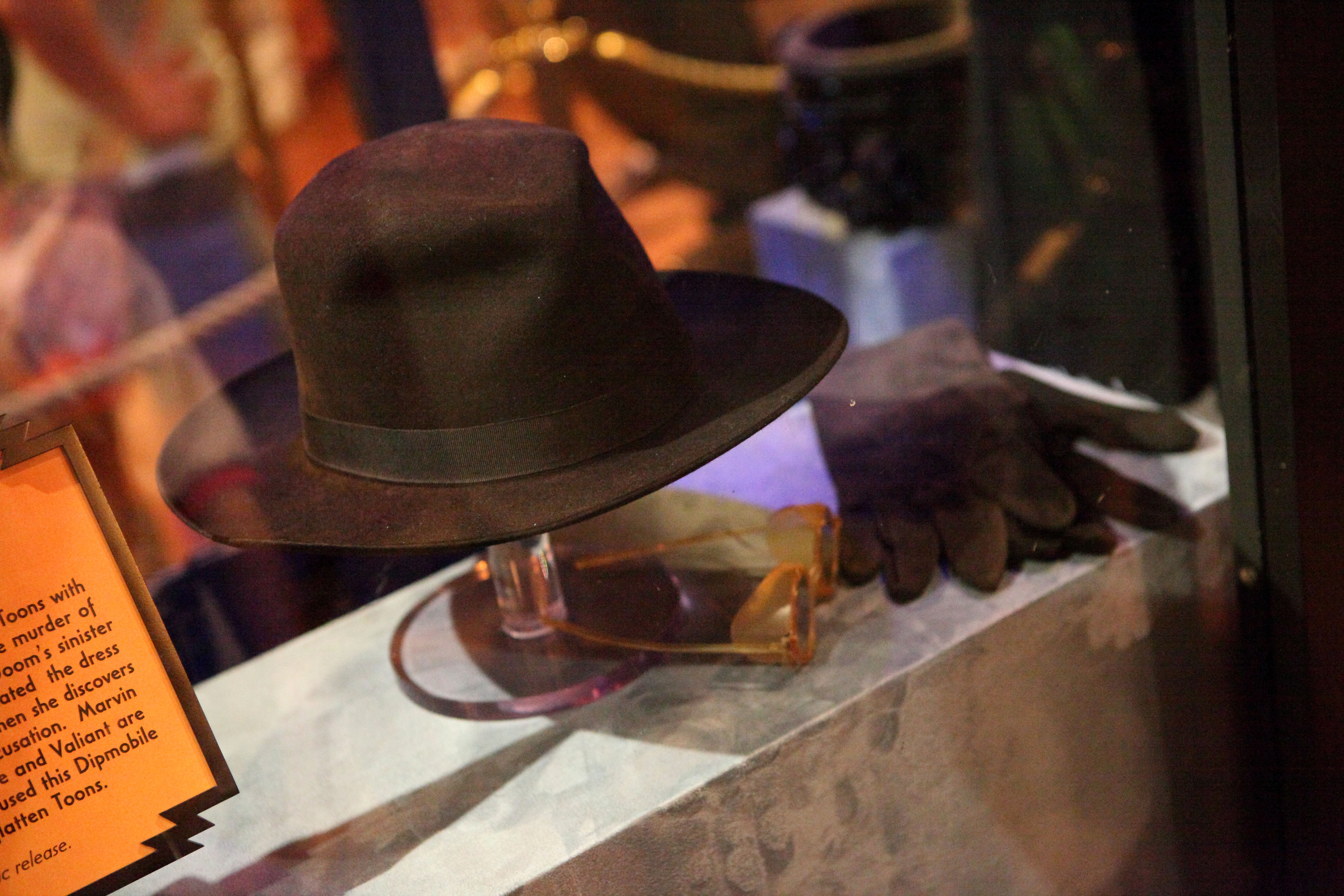
Chapeau, gants et lunettes du juge DeMort exposés dans The Great Movie Ride à Disney's Hollywood Studios.

En menant son enquête, Valiant surprend Jessica Rabbit en train de faire « picoti-picota » (une partie de jeu de main sur la comptine patty-cake) avec Marvin Acme et les prend en photo. En apprenant la nouvelle, Roger Rabbit se décompose et disparaît dans la nature. Le lendemain, Marvin Acme est retrouvé mort, écrasé par un coffre-fort. Sur la scène du crime, Valiant rencontre le juge DeMort, accompagné de sa patrouille Toon composée de cinq fouines mercenaires, qui l'informe que son principal suspect est Roger Rabbit. Bien que les Toons soient par essence immortels, DeMort a trouvé un moyen de les tuer en les plongeant dans la « Trempette », un mélange de diluants à peinture (térébenthine, acétone et benzène), et entend bien faire subir cette sentence à Roger.
De retour à son bureau, Valiant rencontre Bébé Herman, l'acolyte de Roger dans ses dessins animés. Bébé Herman informe Valiant qu'Acme a laissé un testament, qui a disparu, sur lequel il lègue Toonville aux Toons. Si le testament n'est pas retrouvé avant minuit, Toonville sera vendu à Cloverleaf Industries, qui a récemment acheté l'entreprise de tramway Pacific Electric. Pris d'un doute, Valiant observe attentivement l'une des photos qu'il a prise d'Acme et y aperçoit effectivement le testament. Juste après cette découverte, Valiant découvre que Roger, poursuivi par les Fouines, agents du juge DeMort, s'est précipité et caché chez lui pour échapper à la police. Roger le supplie de l'aider tant et si bien que Valiant finit par accepter.
Avec l'aide de sa petite amie Dolores, Valiant mène l'enquête tout en cachant Roger de la patrouille Toon. Jessica Rabbit vient à sa rencontre et lui déclare que R. K. Maroon l'a fait chanter afin de compromettre Acme, et que Maroon est sur le point de vendre son studio à Cloverleaf. Contraint et forcé par Valiant, Maroon explique que Cloverleaf n'achètera pas son studio sans acheter également le studio d'Acme. Son plan consistait à utiliser les photos compromettantes pour faire chanter Acme pour qu'il vende. Mais un coup de fusil tue Maroon avant qu'il ne puisse en dire plus, et Valiant voit Jessica s'enfuir. Pensant qu'elle est la meurtrière, Valiant la poursuit jusqu'à Toonville. Lorsqu'il la retrouve, elle lui explique que c'est le juge DeMort qui a tué Maroon et Acme, et qu'il est sur le point de s'approprier Toonville.
Ayant retrouvé les traces de Valiant et Jessica, DeMort et ses fouines les capturent et les amènent à l'usine Acme. Une fois sur place, DeMort révèle son plan à ses prisonniers. Unique actionnaire de Cloverleaf, il désire mettre la main sur Toonville afin de la remplacer par une autoroute et forcer les gens à l'utiliser en démantelant le réseau de tramway d'Hollywood. Roger intervient alors, mais échoue à sauver Valiant et Jessica. Afin d'effacer définitivement Toonville et ses habitants de la carte, le juge DeMort a conçu un engin mobile vaporisateur de Trempette, et il compte commencer le nettoyage en aspergeant Roger et Jessica.
Après son discours, DeMort glisse accidentellement et s'effondre sur le sol. La scène fait hurler de rire les fouines. DeMort leur ordonne de cesser immédiatement leur hilarité collective, leur rappelant qu'elles peuvent littéralement « mourir de rire ». Sur ces paroles, il laisse l'exécution aux soins des fouines et se retire momentanément. Mais l'avertissement du juge DeMort adressé aux fouines donne une idée à Valiant qui interprète un vaudeville délibérément loufoque et hilarant, lequel fait littéralement mourir de rire les fouines. Mais avant que Valiant n'ait le temps de libérer Roger et Jessica, le juge DeMort revient. Au cours de l'affrontement qui s'ensuit, DeMort se retrouve écrasé par le rouleau compresseur dont il s'est précédemment servi pour tenter d'écraser Valiant. DeMort survit à cet écrasement mais a le corps complètement aplati, révélant ainsi sa véritable nature de Toon, ce qui ne surprend pas Valiant. Demort se regonfle à l'aide d'une bouteille de gaz, puis déclare à Valiant être le Toon qui a tué jadis son frère, et le combat se poursuit. Valiant a du mal à prendre le dessus face aux diverses et spectaculaires armes de Toons que DeMort emploie – enclume, scie circulaire – mais il parvient à ouvrir les vannes de la machine à Trempette, aspergeant DeMort qui se dissout dans une lente agonie. Alors que la police et les Toons arrivent sur place et découvrent la vérité, Valiant s'aperçoit que le papier sur lequel Roger a écrit un poème d'amour à Jessica est en fait le testament d'Acme, écrit à l'encre invisible. Valiant embrasse Roger et toute l'équipe part avec les Toons célébrer leur victoire.

## Fiche technique
Sauf mention contraire, les informations proviennent des sources suivantes : John Grant, Internet Movie Database et Allociné.
- Titre original : Who Framed Roger Rabbit
- Titre français et québécois : Qui veut la peau de Roger Rabbit ?[4]
- Réalisation : Robert Zemeckis
- Scénario : Jeffrey Price et Peter S. Seaman, d'après le roman Who Censored Roger Rabbit? de Gary K. Wolf
- Musique : Alan Silvestri
  - Chansons : Kansas Joe McCoy, Dave Franklin, Cliff Friend, Jack Meskill, Charles O'Flynn, Max Rich, Frank Sinatra[5]
- Direction artistique : Elliot Scott (II)
- Décors : Roger Cain et Elliot Scott (II)
- Costumes : Joanna Johnston
- Photographie : Dean Cundey et Paul Beeson (prises de vues additionnelles)
- Son : Charles L. Campbell, Tony Dawe, Don Digirolamo, Jim Fitzpatrick, Robert Knudson
- Montage : Arthur Schmidt
- Chorégraphie : Quinny Sacks et David Toguri
- Animation :
  - Direction de l'animation : Richard Williams
  - Supervision de l'animation : Dale Baer, Andreas Deja, Russell Hall, Phil Nibbelink et Simon Wells
  - Consultants : Stan Green, Chuck Jones et Walt Stanchfield
  - Effets spéciaux : Dave Bossert, Jon Brooks, Andrew Brownlow, Glenn Chaika, Kevin Davies, Randy Fullmer, Christopher Jenkins, Dorse A. Lanpher, Les Pace et Scott Santoro
- Storyboard : Hans Bacher, Mark Kausler, Joe Ranft et Harald Siepermann
- Production : Frank Marshall et Robert Watts
  - Production déléguée : Kathleen Kennedy et Steven Spielberg
  - Production associée : Don Hahn et Steve Starkey
- Sociétés de production : Amblin Entertainment, en association avec Silver Screen Partners III et présenté par Touchstone Pictures
- Sociétés de distribution : Buena Vista Pictures (États-Unis) ; Warner Bros. (France)[6]
- Budget : 70 millions de $[7],[8]
- Pays de production :  États-Unis
- Langue originale : anglais
- Format : couleur (DeLuxe) / (Metrocolor) — 35 mm — 1,33:1 (Format 4/3) — son Mono / Dolby stéréo
- Genre : comédie, animation, fantastique, néo-noir[9]
- Durée : 104 minutes
- Dates de sortie[10] :
  - États-Unis, Canada : 22 juin 1988[4]
  - France : 18 octobre 1988[11]
- Classification :
  - États-Unis : certaines scènes ou propos sont susceptibles de heurter la sensibilité des plus jeunes - accord parental souhaitable (PG - Parental Guidance Suggested)
  - France : tous publics (conseillé à partir de 8 ans)[11],[12]
  - Québec : tous publics (G - General Rating)[4]

Note : La liste des personnes créditées au générique étant trop longue pour être citée in extenso ici, nous n’avons repris que les principaux contributeurs.

## Distribution
- Bob Hoskins (VF : Marc de Georgi) : Eddie Valiant
- Christopher Lloyd (VF : Pierre Hatet) : le juge DeMort (Judge Doom en VO)
- Joanna Cassidy (VF : Denise Metmer) : Dolores
- Stubby Kaye (VF : Yves Barsacq) : Marvin Acme
- Alan Tilvern (VF : Michel Modo) : R. K. Maroon
- Richard LeParmentier (VF : Michel Derain) : le lieutenant Santino
- Joel Silver (VF : Marcel Guido) : Raoul J. Raoul, le réalisateur
- Paul Springer : Augie, le client muet du bar
- Richard Ridings (VF : Jean-Paul Richepin) : Angelo, le clown du bar
- Edwin Craig : le cowboy arthritique

### Voix des personnages
- Charles Fleischer :
  - Roger Rabbit (VF : Luq Hamet) 

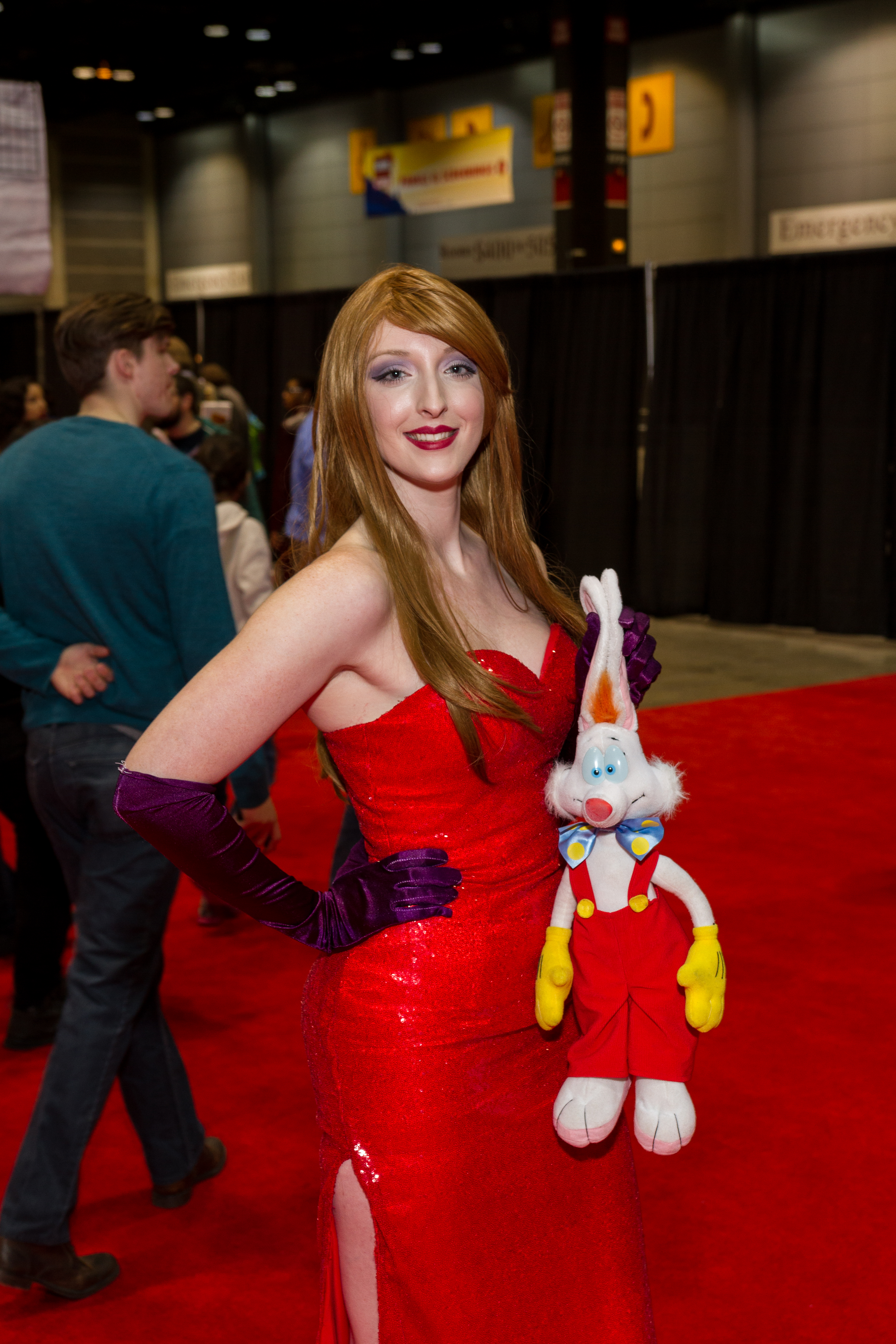
Cosplay de Jessica Rabbit tenant une peluche aux traits de Roger Rabbit.

  - Benny le taxi (VF : Claude Joseph) 
  - Greasy (VF : Gilbert Lévy) 
  - Psycho (VF : Luq Hamet)
- Kathleen Turner (VF : Tania Torrens)  : Jessica Rabbit
- Amy Irving : Jessica Rabbit (chant)
- Wayne Allwine (VF : Gilbert Lévy)  : Mickey Mouse
- Mel Blanc :
  - Bugs Bunny (VF : Guy Piérauld) 
  - Titi (VF : Arlette Thomas) 
  - Daffy Duck (VF : Pierre Trabaud) 
  - Grosminet (VF : Georges Aminel) 
  - Porky Pig (VF : Jean Droze)
- Lou Hirsch (VF : Richard Darbois)  : Baby Herman, adulte
- Morgan Deare :
  - Monteur
  - Bongo, le gorille videur (VF : Georges Atlas)
- April Winchell :
  - Mme Herman (VF : Martine Meirhaeghe) 
  - Baby Herman, bébé
- Mae Questel (VF : Monique Thierry)  : Betty Boop
- Tony Anselmo (VF : Guy Montagné)  : Donald Duck
- Mary T. Radford : Hyacinthe (Hyacinth Hippo en VO)
- Joe Alaskey (VF : Claude Joseph)  : Sam le pirate (Yosemite Sam en VO)
- David L. Lander (VF : Philippe Peythieu)  : Smart Guy, alias « Smart Ass » dans les crédits
- Fred Newman : Stupid
- June Foray :
  - Wheezy
  - Hélène la Hyène (Lena Hyena en VO) (VF : Martine Meirhaeghe)
- Russi Taylor :
  - Oiseaux
  - Minnie Mouse
- Les Perkins : M. Crapaud (J. Thaddeus Toad en VO)
- Richard Williams (VF : Guy Montagné)  : Droopy
- Pat Buttram (VF : Claude Joseph)  : la balle no 1
- Jim Cummings (VF : Philippe Peythieu)  : la balle no 2
- Jim Gallant : la balle no 3
- Frank Sinatra : Épée chantante (document d'archive)
- Tony Pope :
  - Dingo (VF : Guy Montagné) 
  - Grand Méchant Loup
- Peter Westy : Pinocchio
- Cherry Davis (VF : Guy Piérauld)  : Woody Woodpecker (Woody le Pic en VQ)
- Frank Welker (non crédité) : Dumbo

Sauf mention contraire, les informations proviennent des sources suivantes : John Grant, IMDb et Planète Jeunesse

## Production

### Genèse
L'auteur de fantaisie et de science-fiction Gary K. Wolf publie en 1981 un roman à suspense dans le Los Angeles des années 1940 où des personnages de dessins animés cohabitent avec des humains,. Le réalisateur de télévision Darrell Van Citters, animateur sur Rox et Rouky (1981), reconnaît la possibilité de mélanger animation et acteurs et propose à son employeur le studio Disney d'acheter les droits. La société Walt Disney Productions achète les droits d'adaptation cinématographique du roman Who Censored Roger Rabbit? (1981) de Gary K. Wolf, peu de temps après sa sortie. Ron W. Miller, gendre de Walt Disney alors président de Walt Disney Productions y voit une occasion d'en faire un blockbuster.
L'histoire originale est toutefois assez sombre. Roger Rabbit, un toon servant de faire-valoir dans la série de Bébé Herman produite par Rocco et Dominick DeGreasy s'étonne qu'un syndicat n'arrive pas à acheter son contrat aux frères DeGreasy. Il paye un détective privé, Eddie Vaillant pour enquêter. Rapidement, Rocco est retrouvé assassiné et comme il vivait avec Jessica Rabbit, femme de Roger mais le couple étant séparé, Roger devient le suspect numéro un. Une heure plus tard Roger est tué mais il parvient à utiliser la faculté des toons à produire un fantôme qui demande à Eddie de retrouver son meurtrier. Il découvre de nombreux suspects que ce soit Jessica Rabbit, Little Rock le fils de Rocco, propriétaire d'une galerie d'art pensant être aimé de Jessica, Carol Master, photographe de Roger et avocat des toons, Sid Sleaze, éditeurs de comics pornographique qui a lancé la carrière de Jessica.

### Premier scénario et arrivée de Robert Zemeckis
Le studio engage Jeffrey Price et Peter S. Seaman pour écrire un premier scénario,. Price et Seaman ont à leur actif les dialogues des personnages Cric, Crac et Croc dans les publicités de Rice Krispies et cherchent à se convertir vers le cinéma. Ce scénario est assez éloigné des productions Disney avec une narration brève, de l'humour mordant et du comique violent. De plus, le studio demande un temps limité d'animation et seulement 15 minutes d'interaction entre animation et acteurs. Price et Seaman réalisent deux versions supplémentaires sur ces bases, mais le coût de production rendit la direction de Disney hésitante jusqu'à l'arrivée de Robert Zemeckis et de Steven Spielberg dans le projet. En dehors des deux versions finales, des dizaines de versions de travail ont été élaborées. Dans ces scénarios, de nombreux personnages ont été créés puis supprimés, certains personnages ont permuté, passant de bon à méchant, comme Bébé Herman ou vice-versa, une scène avec un combat dans un zeppelin au-dessus de Los Angeles a été supprimée. Robert Zemeckis est proposé réalisateur dès 1982 en raison du succès de ses deux précédentes productions Crazy Day (1978) et La Grosse Magouille (1980). Mais le milieu des années 1980 est une période assez indécise pour la société Disney en raison d'une OPA en 1984 suivie d'un renouvellement de sa direction. En 1985, avec sa récente nomination comme PDG de la société renommée Walt Disney Company, Michael Eisner modifie le projet. Il cherche tout d'abord à réduire le coût de la production du film. La solution mise en place avec Silver Screen Partners ne suffit pas et le studio cherche d'autres partenaires.
La solution est trouvée par la nouvelle direction, une coproduction avec Steven Spielberg. Le studio Amblin Entertainment, alors composé de Spielberg, Frank Marshall et Kathleen Kennedy sont approchés pour produire le film aux côtés de Disney mais le budget initial de 50 millions d'USD reste jugé trop élevé par Disney. De plus, Spielberg accepte à la condition qu'animation et prise de vue réelle soient parfaitement associées. La production est relancée lorsque le budget prévu descend à 29,6 millions d'USD, ce qui reste à l'époque le film d'animation le plus cher. Jeffrey Katzenberg président de Walt Disney Pictures depuis 1984 soutient que ce film hybride mêlant animation et prise de vue réelle va sauver le département animation du studio, Walt Disney Feature Animation. Le contrat avec Spielberg comprend de nombreux points dont une importante part de contrôle créatif et un pourcentage des bénéfices en salles tandis que Disney conserve les droits sur les produits dérivés. La réalisation est proposée à Terry Gilliam mais le défi technique le rebute et il admettra plus tard que c'est par pure fainéantise qu'il refuse et qu'il a regretté cette décision. Zemeckis voit les choses en grand et souhaite à la fois une bonne intégration de l'animation et une réalisation digne d'un film d'action,. À la différence de Mary Poppins où la section animation est plus une œuvre d'art fantastique, Zemeckis souhaite une véritable interaction entre animation et prises de vue réelle.
La notoriété de Zemeckis, la présence de Spielberg et la nouvelle direction de Disney permettent au projet de redémarrer. Zemeckis est de nouveau embauché en 1985 pour réaliser le film en raison du succès de À la poursuite du diamant vert (1984) et Retour vers le futur,. Zemeckis cherche alors une personne pour la partie animation et rencontre à Londres un Canadien installé en Angleterre, Richard Williams ayant à son actif A Christmas Carol (1971) et Quand la panthère rose s'emmêle (1976). Il a reçu un oscar en 1973 pour A Christmas Carol et espère achever Le Voleur et le Cordonnier. Williams vient en Californie et présente à Zemeckis et Milt Kahl les 15 minutes qu'il a réalisées du Voleur et le Cordonnier, entamé 23 ans plus tôt, réalisation qui les enthousiasme. Williams refuse tout d'abord de participer à Roger Rabbit mais accepte pour un budget de 100 000 dollars de faire un test d'une minute dans lequel Eddie Valiant côtoie des toons. Le test est réussi et Disney accepte l'idée d'un budget élevé.
Williams est assigné à la réalisation des séquences en animation. Spielberg s'est attelé à convaincre les autres studios de prêter leurs productions tandis que Zemeckis se charge de la production des nouveaux toons, dont Roger Rabbit. Toutefois, il reste de nombreuses guerres de pouvoir entre Disney qui souhaite réduire le budget avec une production en interne, Amblin qui préfère un tournage aux studios Paramount Pictures pour plus de liberté mais plus cher tandis qu'ILM souhaite que les animateurs travaillent à proximité de leurs locaux dans la baie de San Francisco sans compter Williams à Londres.
Spielberg parvient à convaincre plusieurs studios de « prêter » leurs personnages pour qu'ils apparaissent dans le film avec parfois certaines conditions : Warner Bros., Fleischer Studios, King Features Syndicate, Felix the Cat Productions, Turner Entertainment et Universal Pictures/Walter Lantz Productions. Donald Duck de Disney apparaît autant de temps que Daffy Duck de Warner dans une scène de duel au piano, de même Mickey Mouse et Bugs Bunny partagent une scène. En dehors de ces contrats et conditions, aucun studio n'a participé à la production du film Roger Rabbit. Spielberg n'a pas réussi à obtenir les droits de certains personnages comme Popeye (King Features Syndicate), Tom et Jerry (Turner), Petite Lulu (Western Publishing), Casper le gentil fantôme (Harvey Comics) ou les Terrytoons (Viacom sauf Mighty Mouse),.

### Nouveau scénario
Avec la nomination de Spielberg et Zemeckis, Jeffrey Price et Peter S. Seaman reprennent l'écriture du scénario. Pour cela, ils étudient les productions de Disney et Warner Bros. durant l'âge d'or de l'animation dont les dessins animés de Tex Avery et Bob Clampett. À la différence du roman de Wolf, les personnages animés sont issus des comic strip et non du cinéma. Ils conservent le noyau du livre : Roger est un toon et personne ne l'imagine tuer par jalousie ou rage, Eddie est le seul qui va l'aider. Les éléments fantastiques de Wolf comme le fantôme ou les toons parlant dans des bulles ont été remplacés par les clichés de romans de détective et les running gags des Warner Bros (chute vertigineuse non mortelle et artéfacts ACME). Le film Chinatown (1974) de Roman Polanski a aussi influencé le film et le scénario autour de Cloverleaf était prévu comme troisième volet de la trilogie qui s'est arrêtée avec le mauvais résultat du second opus The Two Jakes (1990). Price et Seaman expliquent que « la partie du scénario avec les Bus rouges, l'extension de la banlieue et la corruption politique et urbaine est basée sur des faits réels, car durant les années 1940 à Los Angeles les sociétés automobiles se sont associées contre le système de tramway Pacific Electric Railway, surnommé Red Car system pour le racheter, le transformer en un réseau de bus et le fermer dans ce qui a été appelé le grand scandale des tramways américains. Les autoroutes ont été construites là où le réseau de tramways et bus rouges passait. » Le scandale a éclaté aux États-Unis dans les années 1970 car la société National City Lines à l'origine de l'achat des tramways dans 45 villes américaines dont Los Angeles étaient General Motors, Standard Oil et Firestone,.
Le film a connu plusieurs titres avant de devenir Qui veut la peau de Roger Rabbit dont
Murder in Toontown (meurtre à Toonville), Toons, Dead Toons Don't Pay Bills (Les Toons morts ne paient pas les factures), The Toontown Trial (le procès Toonville), Trouble in Toontown (Trouble à Toonville) et Eddie Goes to Toontown (Eddie va à Toonville). En raison des négociations alors inachevées entre Disney et les autres studios d'animation, les scénaristes ont inclus des personnages qui ont dû être supprimés, faute d'accord sur les droits d'auteurs comme Heckle et Jeckle, Krazy Kat, Casse-noisettes, Félix le Chat et des caricatures d'Humphrey Bogart et Clark Gable.
Price et Seaman n'étaient pas décidés sur qui serait l'antagoniste du film et ont écrit des scénarios avec Jessica Rabbit et Baby Herman comme méchants, mais la décision finale s'est portée sur un nouveau personnage, le juge DeMort. Le juge DeMort, une fois choisi comme antagoniste, aurait dû être le chasseur qui tue la mère de Bambi dans Bambi (1942) mais le studio Disney refusa au profit d'un personnage entièrement nouveau. DeMort devait avoir un vautour en animation posé sur l'épaule mais qui a été supprimé en raison du défi technique trop important qu'il représentait. Il devait aussi avoir une valise contenant douze petits kangourous et formant un jury qui dans une parodie de justice sortaient des pancartes de leurs poches ventrales formant YOU ARE GUILTY (« Vous êtes coupable »),. Le choix des kangourous est lié à l'expression « Kangaroo court » qui désigne un tribunal délibérant de manière inique et arbitraire agissant dans une parodie de justice. Ils ont aussi été supprimés pour des raisons techniques mais on peut les rapprocher des balles de révolvers d'Eddie Valiant.
Une séquence complète pour les funérailles de Marvin Acme avait été conçue sur storyboard mais ne dépassa pas ce stade,. Elle devait comporter de nombreux toons dont Charlie le coq, Mickey Mouse, Minnie Mouse, Tom et Jerry, Heckle et Jeckle, Tic et Tac, Mighty Mouse, Superman (version Fleischer Studios), Popeye, Olive Oyl, Brutus, Clarabelle Cow et les Sept nains. Koenig ajoute Droopy, Elmer Fudd, Yosemite Sam, Dingo. Charlie le coq devait faire l'éloge funèbre et Casper devait interrompre la cérémonie en sortant de la tombe. Dans la scène du nightclub, Eddie devait interroger longuement Bébé Herman qui versait les martinis dans son biberon mais pour des raisons de budget la séquence fut réduite à une question avec Bébé Herman dans son landau.
La « Trempette », seul produit capable de tuer les toons et inventé par le juge DeMort, est un composé comprenant de la térébenthine, de l'acétone et du benzène, produits habituellement utilisés pour diluer et nettoyer les taches de peinture. Zemekis compare la Trempette à la « solution finale » d'Adolf Hitler. Comme le fait remarquer Jean-Louis Leutrat, ce produit/terme est utilisé un peu en hommage à la Silly Symphony Les Trois Petits Cochons (1933) dans laquelle à la fin du film, le cochon pratique déverse un bidon de Turpentine (essence de térébenthine) dans le chaudron du foyer pour empêcher le loup de revenir.

### Attribution des rôles

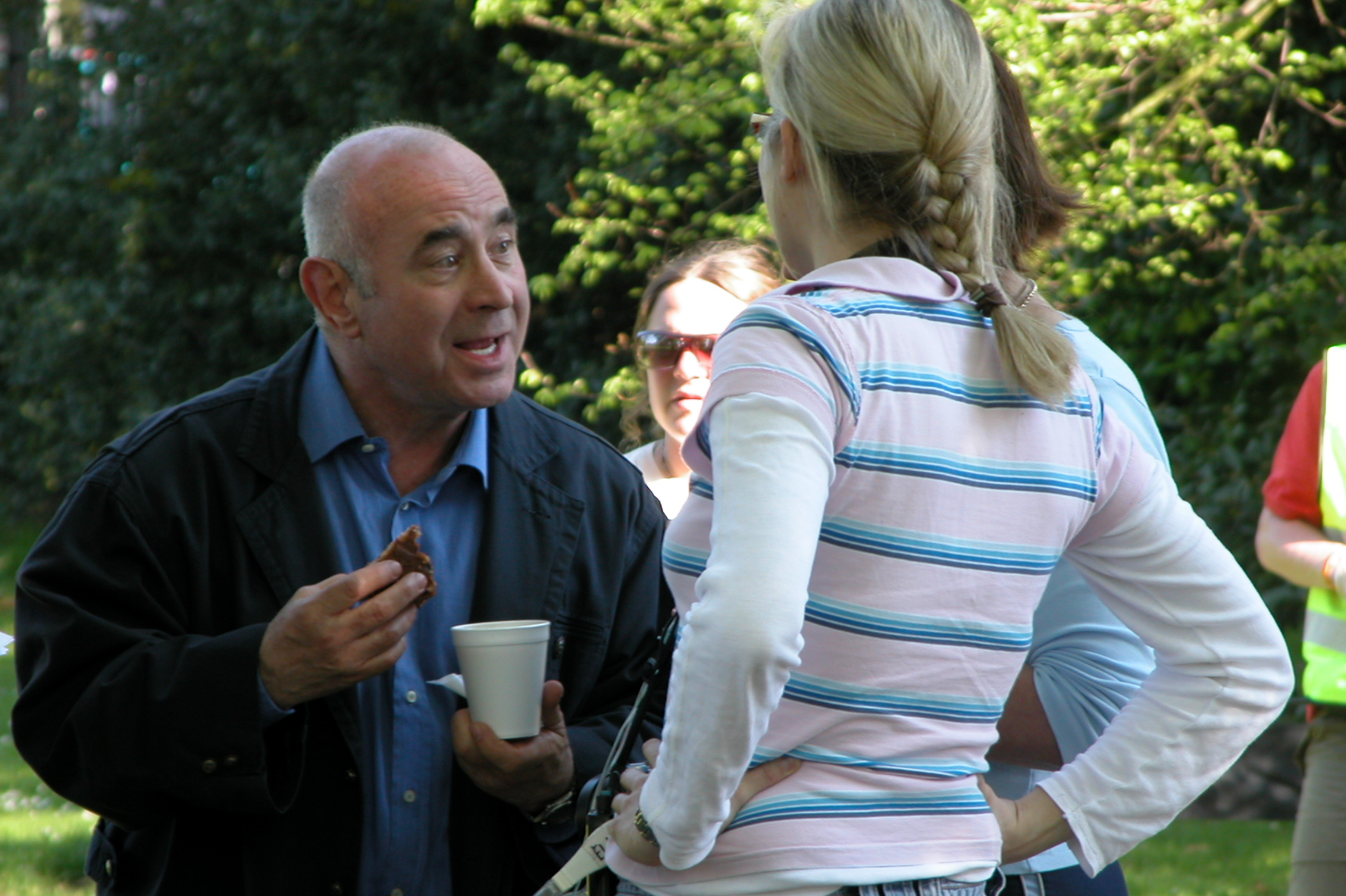
Bob Hoskins en 2007.

Eddie Valiant est un détective alcoolique, qui refuse d'aller à Toonville et évite de côtoyer des Toons, qui lui rappellent la mort de son frère Teddy. Fils d'un clown, diplômé de l'école de police, il fut un brillant détective, délivrant Riri, Fifi et Loulou enlevés ou blanchissant Dingo d'une accusation d'espionnage. Le producteur Steven Spielberg souhaitait qu'Harrison Ford incarne Eddie Valiant mais son cachet aurait été trop élevé. Bill Murray fut aussi contacté mais en raison de sa méthode de réception des offres, il ne répondit pas et finalement c'est Bob Hoskins qui incarne Eddie Valiant. Pour le film de test, c'est l'acteur Peter Renaday qui incarne Eddie Valiant.
L'acteur Christopher Lloyd a été choisi pour jouer je juge DeMort, en raison de sa précédente prestation au côté de Robert Zemeckis et Amblin Entertainment dans Retour vers le futur. Il s'est efforcé de ne pas cligner des yeux durant le tournage pour mieux coller au personnage.

### Personnages animés

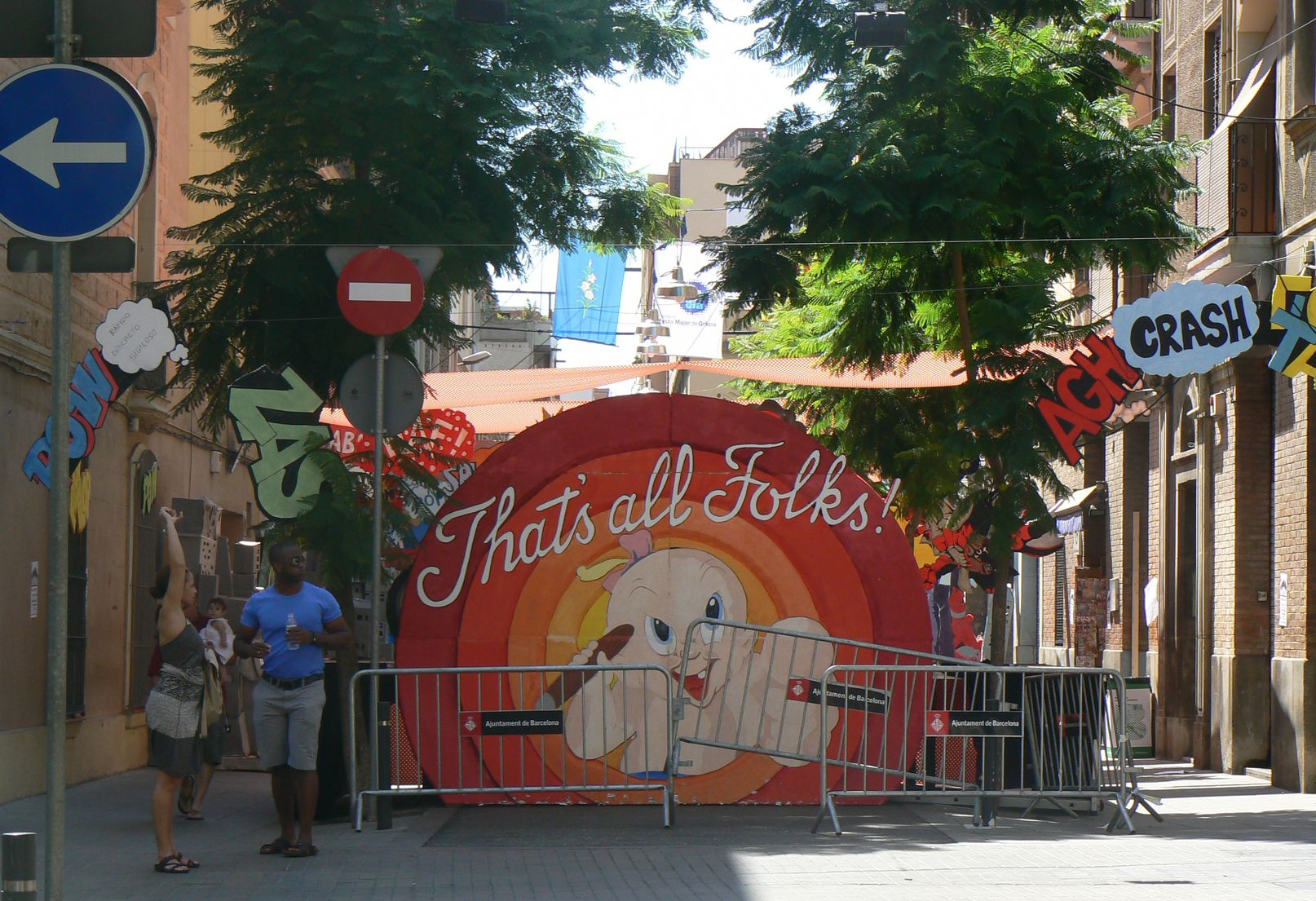
Représentation de Baby Herman avec son cigare, près de Barcelone en 2010.

Roger Rabbit est un lapin anthropomorphe déluré qui est accusé du meurtre de « l'amant » de sa femme. Sa voix originale est celle de Charles Fleischer qui, pour faciliter le travail de Bob Hoskins, portait un costume de Roger Rabbit durant le tournage tout en restant derrière la caméra. Le caractère de Roger Rabbit est uniforme tout au long du film alors que Bébé Herman possède une personnalité différente dans ses films et en dehors. Robert Zemeckis qualifie ce lapin d'un assemblage d'animation ayant « un corps de chez Disney, une tête de chez Warner et une attitude à la Tex Avery ». Richard Williams détaille un peu plus et explique que graphiquement Roger Rabbit est une combinaison de la tête en forme de noix courante chez Tex Avery, la mèche de cheveux roux à la Droopy, la dégaine de Dingo, le nœud papillon de Porky Pig, les gants de Mickey Mouse, les oreilles et joues de Bugs Bunny.
Charles Fleischer donne aussi sa voix à deux des fouines, Psycho et Greasy, et à Benny le taxi, qui devait initialement être celle de Lou Hirsch, voix de Baby Herman. Williams explique que Baby Herman est un mélange entre Elmer Fudd et Titi qui se seraient percutés. Benny le taxi devait être une Coccinelle de Volkswagen avant de devenir un taxi.
Les fouines devaient être au nombre de sept, être l'antithèse des sept nains de Blanche-Neige et les Sept Nains (1937), et nommées Stupid, Smart Ass, Greasy, Wheezy, Psycho, Slimey (« Enduit de goudron ») et Flasher (encore plus « allumée » que Psycho). Mais les deux dernières ont été supprimées, les scénaristes ayant pensé qu'elles ne seraient pas appropriées pour un jeune public, pour ne conserver qu'un gang de cinq membres. Graphiquement elles sont similaires aux fouines du moyen métrage La Mare aux grenouilles issu du film Le Crapaud et le Maître d'école (1949). Le chef des fouines s'appelle en version originale Smart Ass (que l'on pourrait traduire par « Trouduc' » ou « Sacré c… ») mais les responsables du studio ont préféré le rebaptiser Smart Guy (« Mec brillant »). Cependant, dans le générique de fin, il est toujours mentionné comme Smart Ass.
Le personnage de Jessica Rabbit a été inspirée en mêlant les actrices Veronica Lake et Rita Hayworth, et la pin-up des années 50, Vikki Dougan (en).[réf. nécessaire]

### Difficile parité entre studios
Une des obligations du film fut que les personnages de la Warner devaient apparaître aussi longtemps à l'écran que leurs homologues de Disney. Ainsi Mickey Mouse et Bugs Bunny apparaissent dans une scène mémorable de chute d'un immeuble, et Donald Duck et Daffy Duck dans un duo de piano « toni-tuant ». On peut aussi croiser Betty Boop, les manchots serveurs de Mary Poppins et surtout le gang des fouines du film Le Crapaud et le Maître d'école. Mais la plupart des personnages principaux ont été créés pour le film : Roger et Jessica Rabbit, Benny le Taxi, Baby Hermann, le gorille-videur. Une contrainte émise par Disney était que leurs personnages ne soient pas traités défavorablement. Les allusions sexuelles sont majoritairement orientées vers Jessica Rabbit comme dans la scène du nightclub fortement inspirée par Le Petit Chaperon rouge (1943) de Tex Avery ou Uncle Tom's Cabaña (1947). Maltin décrit Jessica comme une femme aux formes généreuses improbables et à la voix de sirène inspirée du Petit Chaperon rouge de Red Hot Riding Hood (1943), aussi éloignée des héroïnes de Disney qu'on peut l'imaginer.
Parmi les autres « apparitions », citons :
- de l'« écurie » Disney : Pluto, Pat Hibulaire, Horace Horsecollar, Clarabelle Cow, les Trois Petits Cochons, Peter Pig, Toby Tortoise et Max Hare, Elmer l'éléphant, Blanche-Neige, les sept nains et la sorcière, Ferdinand le taureau, Jiminy Cricket, les balais de L'Apprenti sorcier, le Dragon récalcitrant et sir George, Mrs. Jumbo, Dumbo, Casey Jr. et les corbeaux de Dumbo, Bambi, José Carioca, Pierre (sans son loup), Frère Ours, Danny, le petit mouton noir, la harpe chantante de Mickey et le Haricot magique, Thaddeus Toad et son cheval Cyril dans Le Crapaud et le Maître d'école, la fée Clochette, Bill le lézard ;
- de l'« écurie » Warner : Foghorn Leghorn (Charlie le coq), Marvin le Martien, Road Runner (Bip Bip) et Wile E. Coyote, Marc Anthony le bouledogue, Speedy Gonzales, Sam le Pirate, Porky Pig et Pétunia, Michigan J. Frog ;
- de la Paramount/J. R. Bray Studios (Max Fleisher) : Koko le clown, Betty Boop. Dinky Doodle, mentionné comme un ancien client d'Eddie Vaillant, Woody Woodpecker.

En revanche, pour des raisons de droits, la présence de Popeye, Olive, Brutus, Little Lulu, Casper le gentil fantôme, Tom et Jerry et Félix le Chat a été annulée. Félix apparaît néanmoins, furtivement, sur une photo dans le bureau de R.K. Maroon. Sur cette photo, Maroon et Félix posent ensemble.
Mel Blanc (Daffy Duck/Bugs Bunny) et Mae Questel (Betty Boop) retrouvent plus de 50 ans après les personnages auxquels ils ont prêté leur voix dès les années 1930.

### Tournage
Le film a été tourné à Los Angeles et aux studios d'Elstree près de Londres. L'animation, prise en charge par le producteur associé Don Hahn, a été répartie entre deux studios, l'un à Burbank dans les studios Disney sous la direction de Dale Baer et un nouveau studio créé à Londres sous la direction de Richard Williams, tandis que les effets spéciaux ont été réalisés par Industrial Light & Magic. C'est à la demande de Richard Williams, qui admet être « ouvertement dédaigneux de la bureaucratie Disney » et qui ne souhaitait pas travailler à Los Angeles que l'animation a été faite aux Studios d'Elstree. En contrepartie de cette liberté d'agir loin du siège de Disney et de réaliser Roger Rabbit, Disney et Spielberg ont aidé Williams à distribuer le film alors inachevé Le Voleur et le Cordonnier. Il sortira en 1995 chez Miramax alors filiale de Disney. Don Hahn qui avait commencé comme nettoyeur de dessin sur Peter et Elliott le dragon (1977) est nommé producteur associé pour l'équipe basée à Londres.
Les scènes en prises de vues réelles ont été tournées avec des caméras VistaVision équipées d'une technologie de Motion control qui ont permis une meilleure intégration des animations. Des mannequins en plastique de Roger Rabbit, Baby Herman et des fouines ont été utilisés pour figurer les personnages animés durant les répétitions afin d'habituer les acteurs à diriger correctement leurs regards lors des prises avec des personnages imaginaires. La plupart des scènes où les personnages animés manipulaient des objets réels ont été tournés en studio et ont requis des effets spéciaux de type bras robotisé ou manipulation avec filins comme les marionnettes. Pour les scènes où Roger Rabbit apparaissait avec des acteurs en prises de vues réelles, le comédien Charles Fleischer (la voix de Roger Rabbit) donnait la réplique hors-caméra à ses partenaires en portant des oreilles de lapin, des gants jaunes et une salopette rouge, une tenue semblable à Roger Rabbit. Le « Ink and Paint Club » a été conçu comme un hommage au Cotton Club de Harlem.
Le tournage a débuté le 2 décembre 1986 et a duré 7 mois aux Studios Elstree ainsi que quatre semaines supplémentaires à Los Angeles et les scènes nécessitant la technique du fond bleu pour Toontown ont été retravaillés par Industrial Light & Magic. Durant le tournage, le budget a continué à enfler plus que prévu pour atteindre les 40 millions d'USD. Michael Eisner décide alors d'arrêter la production mais Jeffrey Katzenberg le convainc de poursuivre en raison de la collaboration « enthousiaste » avec Spielberg.

### Animation et distribution
L'animation a été réalisée en postproduction et a duré 14 mois. La première phase pour les animateurs et artistes de layout a été de « rotoscopier » les scènes en prises de vues réelles, ce qui consiste à prendre des photos noir et blanc des scènes que l'on nomme photostats afin de s'en servir comme base pour placer les feuilles de dessin pour l'animation. En raison des mouvements de caméras rapides de Zemeckis, les animateurs ont été confrontés au défi de ne pas faire sauter et bondir partout les personnages,. 25 animateurs principaux et une centaine d'autres venus d'Angleterre, du Canada, d'Amérique, d'Europe et d'Australie ont réalisé à Londres les 56 minutes d'animation. L'équipe Disney en Californie réalise 10 minutes supplémentaires.
Après que l'animation brute eut fini, les cellulos ont été filmés sans décors de fond sur un banc-titre avant d'être envoyé aux techniciens d'effets spéciaux d'ILM afin d'appliquer les filtres lumineux spéciaux sur les personnages animés. Cela a permis de leur donner du volume et l'illusion qu'ils sont affectés par les éclairages des scènes. Enfin, les images d'animation ont été recomposées avec les prises de vues réelles. L'un des effets les plus difficiles du film concerne la robe de Jessica Rabbit dans la scène du club de jazz en raison des paillettes réfléchissantes et qui a nécessité un effet optique créé en filtrant la lumière au travers d'un sac plastique griffé par de la paille de fer. Le court métrage visible au début du film est intitulé Quelque chose se prépare (Somethin's Cookin').
En octobre 1987 Jeffrey Katzenberg liste les principaux chiffres pour l'animation lors d'une réunion à New York pour un compte-rendu du projet. Grant dénombre 326 animateurs dont 254 sous la direction de Williams à Londres et 72 en Californie qui ont réalisé 82 080 images à la main sur des photostats. Les réalisateurs sortent de la réunion avec de nouveaux objectifs dont celui de finir le film pour l'automne 1988. Une fois l'animation achevée, ILM a ajouté des effets de lumière aux objets ou aux personnages. Le projet parvient presque à tenir les délais, finissant le film avec une semaine de retard au prix d'un travail 24 heures sur 24.
Michael Eisner, alors PDG de Disney, et Roy E. Disney, alors vice-président du directoire et responsable du département animation, considèrent que le film Qui veut la peau de Roger Rabbit est trop risqué en raison des allusions sexuelles. Des responsables de Disney évoquent même un risque de sortir le film sous un label Disney. Eisner et Zemeckis sont en désaccord sur d'autres éléments du film mais Zemeckis exerce son privilège du « Final cut » et refuse toutes altérations. Toutefois, Roy E. Disney et Jeffrey Katzenberg, alors président de Walt Disney Pictures, décident de distribuer le film sous le label Touchstone Pictures au lieu de Walt Disney Pictures, label créé afin « de produire des films plus matures que les standards Disney. » Le studio organise une campagne nuancée pour dissocier le nom Disney du film mais cela ne fonctionne pas et dès le 27 juin 1988, Newsweek titre simplement « Spielberg et Disney prennent un pari à 45 millions d'USD. »

## Bande originale
La bande originale est composée par Alan Silvestri, qui avait collaboré avec Zemeckis pour À la poursuite du diamant vert et Retour vers le futur, et interprétée par l'Orchestre symphonique de Londres. On retrouve aussi la chanson Why Don't You Do Right, « standard » de jazz, composée par Kansas Joe McCoy en 1936, et rendue célèbre par Peggy Lee en 1943. Ainsi que The Merry-Go-Round Broke Down qui est la musique de générique de la série Looney Tunes de la Warner Bros.
Les éditions Adès éditèrent en 1988 un livre-disque audio en 33 tours et cassette avec l'histoire du film narrée par Michel Derain et avec les voix originales françaises des personnages du film sur la musique originale d'Alan Silvestri.

## Sortie et accueil
La première du film Qui veut la peau de Roger Rabbit a lieu au Radio City Music Hall de New York le 21 juin 1988 avant une sortie nationale aux États-Unis dès le lendemain le 22 juin 1988. Durant le week-end d'ouverture, le film est projeté dans 1 045 salles aux États-Unis et génère une recette de 11 226 239 de dollars. Le film génère en Amérique du Nord entre 154 et 156,45 millions de dollars et 173,35 millions de dollars à l'international, pour un total mondial de 329,8 millions de dollars, ce qui à l'époque de sa sortie, classe le film en 2e position des films de l'année 1988, derrière Rain Man.
Le film reçoit un accueil positif des critiques qu'ils associent tous à Disney et comme un exploit technique : à la fois un chef-d'œuvre d'animation et une démonstration des possibilités de mêler animation et prises de vues réelles. Roger Ebert prédit que le film va profiter d'un bouche à oreille que l'argent ne peut pas acheter et que le film est à la fois un grand divertissement et une étape dans l'art technique. Janet Maslin du New York Times écrit que « ce n'est pas la première fois que les personnages de dessin animé partagent l'écran avec des acteurs mais c'est la première fois qu'ils le font selon leurs conditions et que cela semble réel. » Desson Thomson du Washington Post considère Roger Rabbit comme « la collaboration suprême de talent pure. Zemeckis a reçu le support enthousiaste de Walt Disney Pictures, le coup de pouce du producteur Steven Spielberg, la bénédiction de Warner Bros., l'encrage de l'animateur canadien Richard Williams, la voix de Mel Blanc, les traits d'esprit de Jeffrey Price et Peter S. Seaman, l'aide de Industrial Light & Magic de George Lucas et la performance comique de Bob Hoskins, le détective privé le plus costaud et le plus velu.» Richard Corliss dans le Time écrit une critique plus mitigée « le dessin animé du générique fonctionne bien, trop bien. Cette scène d'ouverture surpasse le film qui en découle » et qu'il est contrarié par les hommages faits à l'Âge d'or de l'animation américaine. Julie Salamon dans le Walt Street Journal s'exclame par un « wahou » dans ce quotidien plutôt sérieux. Jeannie Williams dans USA Today est plus critique et conseille le film à ceux qui aiment les réalisations techniques mais avertit que le film est une longue blague privée racontée sur une autoroute californienne par les initiés d'Hollywood. David Ensen dans Newsweek reprend les éléments de USA Today mais n'arrive pas à la même conclusion et conseille Roger Rabbit « comme un lièvre de toutes saisons. »

### Un succès décliné par Disney
Le succès du film Qui veut la peau de Roger Rabbit réside dans l'apparition d'un regain d'intérêt pour l'Âge d'or de l'animation américaine qui marque aussi le début de l'animation moderne. Dès l'année suivante, Walt Disney Feature Animation sort La Petite Sirène (1989) qui marque le début d'un Second Âge d'or des longs métrages d'animation chez Disney et au début des années 1990, Pixar amorce la conversion vers l'animation en image de synthèse. En 1991, Walt Disney Imagineering commence un projet pour développer une zone dédiée aux Toons, Mickey's Toontown pour Disneyland. Trois courts métrages sont aussi produits par Disney et Amblin, premiers courts métrages diffusés au cinéma depuis la sortie de Goofy's Freeway Troubles en 1965. Ces courts métrages sont présentés aux États-Unis en ouverture des longs métrages du studio, Bobo Bidon (1989) avec Chérie, j'ai rétréci les gosses, Lapin Looping (1990) avec Dick Tracy et Panique au pique-nique (1993) avec Kalahari.
Le film a aussi fait l'objet de comic books Roger Rabbit et de jeux vidéo comme la version japonaise de The Bugs Bunny Crazy Castle (1989) ou une adaptation sur NES. Les publications sont nombreuses comme Roger Rabbit, The Resurrection of Doom… édité par Marvel Comics en 1989, les 18 numéros de Roger Rabbit édités par Disney de juin 1990 à novembre 1991 et les 5 numéros de Roger Rabbit's Toontown édités par Disney d'août à décembre 1991. Cette période a aussi vu l'apparition d'une danse Roger Rabbit nommée d'après les mouvements du personnage. La coach de fitness Monica Brant invite ses lecteurs à pratiquer ce mouvement pour tester son activité physique et Michael Kelley l'évoque dans la dédicace de son livre sur le calcul mental. Techniquement, cette danse se rapproche d'un homme en train de courir utilisé par Janet Jackson dans le clip vidéo de Rhythm Nation mais en sautant en arrière avec les bras simulant le fait d'accrocher ses pouces à ses bretelles.
En dehors de Disney, le responsable d'animation Richard Williams confia de nombreux artworks tirés du film à des boutiques américaines et britanniques mais la plupart n'ont pas été réalisés par des artistes du studio Disney.

### Procès sur les royalties
L'auteur du roman Who Censored Roger Rabbit?, Gary K. Wolf, a ouvert une procédure en 2001 contre The Walt Disney Company car des royalties versées auraient été dues sur la valeur « des recettes brutes » et des ventes de produits dérivés[Quoi ?]. En 2002, le tribunal de première instance a classé l'affaire car cela correspondait aux seules recettes de Disney. Dans sa décision de janvier 2004, la Cour d'appel de Californie n'a pas été d'accord, considérant que le témoignage d'expert présenté par Wolf quant à l'utilisation usuelle « des recettes brutes » dans le monde du divertissement pouvait correspondre à une lecture plus large du terme. La décision a annulé celle du tribunal de première instance en faveur de Disney et a renvoyé l'affaire pour une nouvelle procédure. Durant l'audience de mars 2005, Wolf réclamait 7 millions d'USD mais les avocats de Disney ont demandé l'annulation de la demande et indiqué que Wolf devait à Disney entre 500 000 et 1 million d'USD à cause d'une erreur comptable découverte lors de la préparation du procès.

## Analyse
Qui veut la peau de Roger Rabbit est un projet ambitieux pour le studio Disney qui a à la fois produit le film sous le label Touchstone Pictures et s'associe à Amblin Entertainment, le studio de Steven Spielberg. Leonard Maltin note que durant la période, le studio estompe à plusieurs reprises les différences entre ses labels et que ce projet est un important coup de dé pour le studio mais aussi pour Spielberg, alors vu par certains critiques comme le nouveau Walt Disney. Le film avec son concept des années chaudes d'Hollywood dans les années 1940, est plus orienté vers le public adulte, d'où le label Touchstone mais les éléments en animation restent fortement associés dans la culture contemporaine au jeune public ce qui provoqua un trouble. L'un des éléments fort du scénario est la rencontre des personnages animés des différents studios comme l’affrontement de Donald Duck et Daffy Duck, et pour la plupart leurs premières réapparitions depuis de nombreuses années. John Grant indique que le film a apporté une légion de nouveaux animateurs de talent chez Disney ayant permis un programme ambitieux de nouveaux longs métrages d'animation.
Grant écrit que l'euphorie éprouvée pour le film provient de plusieurs éléments comme le scénario qui évoque les détectives de Raymond Chandler, Leigh Brackett, Ross Macdonald ou James M. Cain. Un autre point est le concept que le monde des toons n'est pas en deux dimensions mais présent dans le monde réel et grâce à la technique les deux se rejoignent à l'écran. Le film comporte aussi de très nombreux détails qui participent à la création d'une atmosphère, d'un ensemble.
Par rapport au livre, le film a réussi à être moins satirique. Toutefois, il conserve des points de critique comme la condition inférieure des toons vis-à-vis des humains ou la cupidité, la corruption de certains visant à détruire Toontown. Ces points sont dilués selon Grant par l'ambiance festive ou hilare générale. Grant mentionne une similitude tant au niveau de l'envergure du projet que des critiques et de l'impact sur le monde de l'animation entre Blanche-Neige et les Sept Nains (1937), la « folie de Disney » et Qui veut la peau de Roger Rabbit.

### L'intrigue réelle
Comme indiqué par Price et Seaman l'intrigue sur les Red Car system est fondée sur des faits réels des années 1930 et 1940. Le démantèlement des transports publics de type tramway dans de nombreuses villes américaines comme le Pacific Electric Railway de Los Angeles était un complot organisé par des sociétés privées dont National City Lines voulant développer l'automobile et les autoroutes,, complot révélé dans les années 1970 lors du grand scandale des tramways américains. À la fin du film, le juge DeMort révèle son plan de détruire Toontown pour en faire une aire d'autoroute. Le nom de la société écran de DeMort, Cloverleaf Industries (« Trèfles Industries ») est une référence à la configuration en trèfle à quatre feuilles des échangeurs autoroutiers. La notion de conspiration qui a abouti à la disparition des tramways urbains a été le sujet d'une conférence lors de la réunion annuelle en 1999 du Transportation Research Board, intitulée Who Framed Roger Rabbit: Conspiracy Theories and Transportation qui conclut que ces systèmes sur rail ont disparu pour d'autres raisons, économiques, culturelles, sociétales, technologiques ou légales mais sans être une conspiration malgré le fait que National City Lines (NCL) ait été fondée en 1922 par Alfred P. Sloan, Jr. de General Motors puis réorganisée en 1935 autour d'autres acteurs de l'automobile. Martha J. Bianco note toutefois que quand NCL achetait une société locale de transport, le service de tramway était arrêté immédiatement, les rails rapidement retirés, les câbles déposés… et General Motors mettait à la place un service de bus.

### Anachronismes
David Koenig, dans son livre Mouse Under Glass - Secrets of Disney Animation and Theme Parks, recense les éléments cachés et les erreurs dans les films d'animation Disney. Il note que le film Qui veut la peau de Roger Rabbit se déroule en 1947 mais plusieurs éléments sont anachroniques :
- dans la séquence du cinéma, Roger Rabbit qualifie Dingo de « génie » en regardant un extrait de Dingo fait de la gymnastique (1949)[34],[70] ;
- Witchcraft, la chanson interprétée par l'Épée chantante, a été enregistrée par Frank Sinatra en 1957 ;
- le personnage de Bip Bip n'est apparu pour la première fois qu'en 1949[34] avec Fast and Furry-ous ;
- les manchots de Mary Poppins ont été conçus au début des années 1960[34] ;
- dans le bar, lorsque Angelo reconnaît avoir vu un lapin, il présente au juge un lapin invisible qu'il nomme Harvey, une référence à un film de 1950, Harvey réalisé par Henry Koster ;
- La Fée Clochette de Peter Pan qui cloture le film, alors que le film date de 1953.

La réponse du scénariste Peter S. Seaman à ces remarques a consisté à expliquer que le film était un divertissement et non une histoire de l'animation.

### Faux raccords
Quelques erreurs de raccords sont visibles dans le film,
- Dans l'animation :
  - dans le court-métrage animé des Aventures de Roger Rabbit et Baby Herman, durant la séquence d'ouverture, la cage du bébé comporte un petit boulier sur le côté. Lorsque Baby Herman se lance hors de sa cage vers le frigo, le boulier disparaît du dessin au changement de plan ;
  - lorsque Betty Boop salue Eddie, elle porte un plateau qu'elle semble poser sur une petite table vraisemblablement disposée devant elle. Pourtant, le plan large qui suit, aucune petite table n'apparaît à cet emplacement ;
  - lorsque Roger s'enfuit en perçant la fenêtre du bureau de R.K. Maroon, le trou dans le store marque la silhouette du lapin tandis que la vitre ne comporte que des bris. Au changement de plan, quand Eddie et Maroon observent l'étendue des dégâts, le trou dans la fenêtre marque lui-aussi la silhouette de Roger ;
  - durant la course-poursuite avec Benny le taxi, certains plans brefs comportent une version animée d'Eddie.
- Dans les plans réels :
  - lorsqu'Eddie veut monter dans le bus rouge en montrant son chèque de 50 $ au conducteur, celui-ci refuse de le laisser monter et Eddie replie son chèque. Au changement de plan, Bob Hoskins répète le geste. De plus, on peut apercevoir deux ombres de l'acteur se reflétant sur le bus ;
  - lorsqu'Angelo rejoint Eddie au bar pour se moquer de lui, il aborde un œuf dur qu'il pose directement en le laissant recouvert de sa coquille. Peu après, quand Eddie se met en colère, il attrape l'œuf et l'écrase dans la bouche d'Angelo. A ce moment là, l'œuf est épluché alors qu'Angelo ne l'a pas fait entre-temps ;
  - au moment où R.K. Maroon sert un verre de bourbon à Roger pour le consoler, on peut apercevoir que la bouteille est en fait fermée ;
  - lorsqu'Eddie rejette un coup d'œil sur le journal ainsi que ses photos de Marvin Acme flirtant avec Jessica (il y découvre le testament dans la poche du défunt), cette dernière apparaît dans son design initial. Ces accessoires ont en fait été imprimés avant la validation du design final. De plus, on peut apercevoir une perche de micro dans le reflet de sa loupe ;
  - au moment où Roger accourt pour se cacher sous le lit en tirant Eddie, on peut apercevoir la planche à roulettes dissimulées sous le dos de Bob Hoskins ;
  - lorsque Benny le taxi arrive à la hauteur du pont, celui-ci comporte deux double-voies séparées par deux lignes jaunes au centre. Quand Benny atterrit sur la route au changement de plan, la route comporte une barrière au centre. De plus, des voitures apparaissent soudainement alors qu'il y en avait aucune sur le plan précédent ;
  - au moment où le juge DeMort perce le bidon de colle avec son poing, le dessous de l'objet est orienté côté gauche. Au changement de plan, lorsque le juge dégage son poing, l'orientation du bidon est inversée ;
  - lorsque DeMort se rattaque à Eddie après avoir révélé sa véritable identité, il retire son gant droit pour former une enclume puis une scie circulaire animées. Peu après, quand Eddie actionne la vanne de la Trempette qui asperge aussitôt DeMort, celui-ci a toujours la main droite à nu. Pourtant, lorsqu'il fond dans le liquide mortel, le gant réapparaît enfilé sur sa main.

On relève également des soucis de synchronisation entre l'animation et les plans réels. Par exemple :
- lorsque Roger retient le réalisateur en tirant sa veste, on peut apercevoir que celle-ci est tirée (par un fil) peu avant que le personnage animé ne la touche ;
- au moment où la femelle hippopotame animée s'assied sur un banc et l'écrase en faisant voltiger l'homme assis à côté, le figurant est tiré par un câble peu avant ;
- quand le juge Demort cogne un des toon fouine avec sa canne et le fait voltiger contre des cartons, ceux-ci bougent peu avant la collision avec le personnage animé ;
- quand Roger saute sur un lit, on peut apercevoir que le lit s'applatit toujours un peu avant.

### Nombreux clins d'œil et controverses
En raison d'une pression moins forte de la part de Disney sur le film, les animateurs se sont permis de nombreux ajouts, images plus ou moins cachées et autres brèves apparitions. Normalement invisible à un rythme normal de 24 images par seconde, la sortie du film sur Laserdisc en 1994 a permis au public tout comme aux critiques d'analyser image par image le film et de chercher ces clins d'œil,,.

La controverse naît le 14 mars 1994 lorsque le journaliste Michael Fleming évoque dans le magazine Variety que certaines images permettent de voir les dessous de Jessica. Variety rapporte ainsi que des spectateurs ont relevé plusieurs scènes de clin d'œil subliminal de la part des animateurs comprenant des représentations nues du personnage de Jessica Rabbit. Les commerçants ont évoqué que leur stock de Laserdisc a été vendu en quelques minutes et cette course au Laserdisc de Roger Rabbit a été alimentée par la presse avec des sujets sur le contenu controversé. Un responsable de Disney, Arnold Kopelson, a répondu à Variety que : 

« Nous n'étions pas au courant, c'était juste un truc stupide que les animateurs ont mis et nous ne l'avons pas remarqué. En même temps, les gens devraient aussi développer un sens de l'humour pour ces choses. »

Un animateur freelance avoua avoir dessiné les dessous de Jessica au crayon mais la peinture ajoutée ensuite les a masqués.
Plusieurs scènes comportent des éléments à caractère sexuel. À la fin du court métrage en animation du générique, Bébé Herman bouscule en passant sous sa jupe une jeune assistante mais en regardant au ralenti, David Koenig, Variety et d'autres magazines notent « que le majeur du bébé est levé et que sa lèvre supérieure est baveuse,,. » Betty Boop perd quant à elle son corsage dans une image de sa scène dans le nightclub et ce serait un hommage à son créateur Max Fleischer connu comme habitué de ce type d'insertion d'images pornographiques dans ses dessins animés. De même, Jessica Rabbit, lorsqu'elle sort du taxi, fait voler sa robe et permet de voir dans trois images successives qu'elle ne porte pas de sous-vêtements. Il n'y a pas que du sexe. Par exemple, dans la dernière scène du film, le train toon percute la machine à Trempette mais il faut regarder à vitesse réduite pour bien distinguer les nombreux meurtriers en ombre chinoise qui apparaissent à toutes les fenêtres des wagons. Dans la scène des toilettes de Toontown, la seconde partie du texte « Call Allyson Wonderland : The Best is yet to be » était sur une seule image le numéro privé de Michael Eisner.
Une autre controverse concerne le duo de canards Daffy Duck et Donald Duck. Après que Daffy demande ce que dit Donald, le canard de Disney insulterait celui de Warner de « goddamn stupid nigger » (« sacré stupide nègre ») mais le script indique « doggone stubborn nitwit » (« imbécile zut têtu »),.
Ces nombreux éléments, alimentés par des commentaires de Variety ont déclenché une course à l'image cachée à la fois dans ce film mais aussi dans d'autres productions Disney,. Variety cite comme exemple des images scandaleuses avec les animaux de la forêt dans Blanche-Neige et les Sept Nains (1937). L'animateur Ward Kimball considère cette affirmation fort peu probable mais n'en exclut pas la possibilité en raison du grand nombre de dessins. Sa femme Betty ajoute que le département Encre et Peinture était composé essentiellement de femmes, plus sensibles au sujet et qui, dans de telles situations, auraient averti Walt Disney ou leur superviseur, Hazel Sewell, sœur de la fille adoptive de Walt.
Des groupes de pression s'identifiant comme des protecteurs ou gardiens ont ainsi repris l'ensemble des courts métrages visant principalement ceux de Donald Duck. Dans Nettoyeurs de pendules (1937), Donald prononcerait selon ces protecteurs Fuck You mais Koenig entend lui Sez You.

### Projet de suite
Avec le succès critique et financier de Qui veut la peau de Roger Rabbit, Walt Disney Pictures et Steven Spielberg ont rapidement envisagé un second opus. Le scénariste Nat Mauldin a écrit un prélude intitulée Roger Rabbit: The Toon Platoon (Roger Rabbit et le peloton Toon) et devant se dérouler en 1941. Similaire dans le concept au premier film, The Toon Platoon devait comporter des apparitions de personnages de l'âge d'or de l'animation et présenter les débuts de la carrière de Roger Rabbit. Mauldin a développé l'histoire ainsi, :
« Au début, Roger vivait dans une ferme du Midwest américain. Par la suite, Roger part vers l'Ouest à la recherche de sa mère accompagné d'un humain nommé Richie Davenport et rencontre en chemin l'actrice en difficulté Jessica Krupnick, future Jessica Rabbit. Tandis que Roger et Ritchie s'engagent dans l'armée (Seconde Guerre mondiale), Jessica est enlevée et contrainte de participer à des émissions pro-nazies. Roger et Ritchie reçoivent la mission de s'infiltrer dans l'Europe occupée par les nazis et, avec les autres toons de son peloton, de sauver Jessica. La mission réussie, ils sont accueillis triomphalement par une parade sur Hollywood Boulevard tandis que Roger retrouve sa mère et découvre son père Bugs Bunny. »
Mauldin renomme plus tard son scénario Who Discovered Roger Rabbit (Qui a découvert Roger Rabbit) mais Spielberg, qui venait de réaliser La Liste de Schindler (1993), décide d'abandonner le projet car il ne pouvait pas faire la satire des nazis,. En 1992, Grant évoque le projet Who Discovered Roger Rabbit et une possible sortie en 1994. Spielberg ne s'investit pas dans le projet en raison de la création de DreamWorks SKG mais ses associés Frank Marshall et Kathleen Kennedy conservent leurs rôles de producteurs.
En 1997, Michael Eisner demande une réécriture du scénario par Sherri Stoner et Deanna Oliver. Elles conservent la recherche de la mère de Roger mais changent l'ascension par inadvertance de Roger vers la gloire à Broadway et à Hollywood. Le studio Disney est convaincu par ce nouveau script et engage Alan Menken pour composer cinq chansons pour le film qui offre ses services comme producteur exécutif. L'une des chansons This Only Happens in the Movies a été enregistrée en 2008 sur l'album de l'actrice Kerry Butler. Eric Goldberg est alors nommé réalisateur pour l'animation et commence un travail sur l'apparence de Roger Rabbit. Les premiers tests de Who Discovered Roger Rabbit sont réalisés courant 1998 par Walt Disney Animation Florida et produisent un mélange d'animation, d'images de synthèse et de prises de vues réelles mais qui ne satisfait par la direction de Disney. Un second test est réalisé totalement en images de synthèse mais la facture du film aurait dépassé les 100 millions d'USD et le projet fut donc annulé par Michael Eisner.
En mars 2003, le producteur Don Hahn annonce qu'il ne faut pas s'attendre à une suite de Roger Rabbit car l'animation est devenue complètement dépendante des ordinateurs et que l'animation traditionnelle n'est plus au premier plan. En décembre 2007, Marshall indique qu'il reste toujours ouvert à l'idée d'une suite et en avril 2009, Zemeckis révèle qu'il est toujours intéressé. En août 2009, Bob Hoskins indique qu'il est trop vieux pour reprendre son rôle d'Eddie Valiant. Quelques mois plus tard, en novembre Zemekis ajoute que les personnages toons seront en animation traditionnelle et que le reste utiliserait la capture de mouvement.
En juillet 2010, Zemekis revient sur ses propos et indique que cette suite reste en prises de vues réelles pour les acteurs comme le film original mais que les effets de lumière sur les toons et quelques accessoires seraient intégrés numériquement. La même année, en juin 2010, Don Hahn, producteur associé sur Qui veut la peau de Roger Rabbit confirme au magazine Empire le développement d'une suite mais de manière vague : « Ouais, je ne peux absolument pas faire de commentaires. Je nie complètement, mais oui… si vous êtes un fan, bientôt vous allez être très, très, très heureux. »
En 2012, Bob Hoskins est contraint de prendre sa retraite à la suite du diagnostic l'année précédente d'une maladie de Parkinson mais Marshall confirme le projet d'une préquelle à Qui veut la peau de Roger Rabbit et que la réécriture est presque achevée. Fin 2012, Zemeckis, avant la première du film Flight, indique que le script a été envoyé à Disney et attend l'aval de la direction.
En février 2013, Gary K. Wolf, auteur du roman original, a déclaré qu'il travaillait sur une proposition de développement d'une comédie animée de copains de Disney avec Mickey Mouse et Roger Rabbit, intitulée The Stooge, basée sur le film de 1952 même nom. Le film proposé est sur le point de se dérouler cinq ans avant le premier film et raconte en partie comment Roger a rencontré Jessica. Wolf a déclaré que le film est en train de se frayer un chemin à travers Disney. En novembre 2016, tout en faisant la promotion de son film Allied en Angleterre, Zemeckis a déclaré que la suite "déplace l'histoire de Roger et Jessica Rabbit dans les prochaines années du film d'époque, passant du film noir au monde des années 1950". Il a également déclaré que la suite mettrait en vedette un "Bob Hoskins numérique", puisque Eddie Valiant reviendrait sous une "forme fantôme". Alors que le réalisateur a poursuivi en déclarant que le scénario est "formidable" et que le film utiliserait encore des animations dessinées à la main, Zemeckis pense que les chances pour que Disney soit éclairé par la suite sont "minces". Comme il l'explique plus en détail, "La culture d'entreprise actuelle de Disney la direction actuelle du studio de la Walt Disney Company ne s'intéresse pas à Roger, et ils n'aiment certainement pas Jessica du tout". En décembre 2018, tout en faisant la promotion de son dernier film, Bienvenue à Marwen, et à l'occasion du 30e anniversaire de Roger Rabbit, Zemeckis a répété dans une interview avec Yahoo! que bien que le script de la suite soit "merveilleux", il voit peu de chances de le produire, et encore moins en tant que film original pour le prochain service de streaming Disney+.

## Adaptations et produits dérivés

### Cinéma
En raison du succès du film, Disney a envisagé la production d'une préquelle intitulée « Who Discovered Roger Rabbit » (Qui a découvert Roger Rabbit) mais en raison du budget et de la perte de l'effet nouveauté avec un second film, le projet fut arrêté. Toutefois trois courts métrages d'animation ont été produits. Ils sont similaires à Quelque chose se prépare (Somethin's Cookin'), ont été créés après la sortie du film et diffusés en première partie d'autres productions de Disney
- Bobo Bidon (1989)[59]
- Lapin Looping (1990)[60]
- Panique au Pique-Nique (1993)[61]

### Jeux vidéo
- Who Framed Roger Rabbit édité par Buena Vista Software, sorti en 1988 sur DOS, Amiga, Atari ST, Apple II et Commodore 64[98]
- Who Framed Roger Rabbit édité par Rare, sorti en septembre 1989 sur NES
- Who Framed Roger Rabbit édité par Capcom, sorti en 1991 sur Game Boy
- Hare Raising Havoc édité par Disney Interactive, développé par BlueSky Software et sorti en 1991 sur Amiga et DOS

### Publications
Les publications sont nombreuses mais concentrées dans le temps
- Roger Rabbit, The Resurrection of Doom… édité par Marvel Comics en 1989[62]
- Roger Rabbit édité par Disney de juin 1990 à novembre 1991, 18 numéros[63]
- Roger Rabbit's Toontown édité par Disney d'août à décembre 1991, 5 numéros[64]

### Parcs d'attractions
Avec le succès du film Qui veut la peau de Roger Rabbit, Disney se devait de capitaliser sur le personnage de Roger Rabbit. Plusieurs projets liés au cinéma ou aux personnages d'animation sont apparus à la fin des années 1980 et au tout début des années 1990. Ces projets ont donné naissance à Mickey's Toontown. L'idée d'un côté était d'avoir une attraction pour Mickey Mouse et ses amis dans le parc Disneyland. Ce lieu permanent nommé Mickey's Starland et situé à Disneyland ou à Walt Disney World aurait permis de rencontrer Mickey. Le parc Magic Kingdom a ainsi ouvert un nouveau land consacré à Mickey Mouse pour son 60e anniversaire, Mickey's Birthdayland. Un autre projet était l'ouverture d'une extension nommée Hollywoodland derrière Main Street, USA à Disneyland et consacrée au cinéma. Ce projet est devenu Disney-MGM Studios. Le concept d'Hollywoodland fut associé, par les imagineers Dave Nurkhart et Joe Lanzisero, à celui du Mickey's Birthdayland et devint un monde de Mickey et des autres toons mais dont Disney a les droits.
Plusieurs attractions furent envisagées dont un voyage dans Toontown proche des scènes du film Qui veut la peau de Roger Rabbit. Pour cette attraction, l'imagineer Tony Baxter s'est inspiré d'une attraction des Jardins de Tivoli à base de godets tournant. Avec ses collègues ils ont essayé de prendre les tasses de Mad Tea Party dans un parcours scénique, d'abord Haunted Mansion, sans succès puis Pinocchio's Daring Journey ce qui donna naissance à Roger Rabbit's Car Toon Spin. Une autre attraction de type montagnes russes nommée Baby Herman's Runaway Buggy Ride devait s'inspirer du court métrage Bobo Bidon (1989), emmener les passagers à travers un hôpital et être construite dans le parc Disney-MGM Studios.
Une boutique de Downtown Disney Pleasure Island dédiée au film Dick Tracy (1990) a été convertie en 1991 en Jessica's Store et proposait de la lingerie fine dont des bas et des jarretelles jusqu'en 1992 avant d'être convertie à nouveau en Music Legends,. Un élément remarquable était un énorme néon représentant Jessica Rabbit qui est resté en façade de la boutique jusqu'en 1996 puis déplacé pour faire partie d'un plus grand panneau intitulé Pleasure Island Tonight démonté en 2006.

## Titres en différentes langues
- allemand : Falsches Spiel mit Roger Rabbit
- anglais : Who Framed Roger Rabbit
- danois : Hvem snørede Roger Rabbit
- espagnol : ¿Quién engañó a Roger Rabbit?
- finnois : Kuka viritti ansan, Roger Rabbit?
- hébreu : מי הפליל את רוג'ר ראביט (Mi epalil et Roger Rabit)
- italien : Chi ha incastrato Roger Rabbit?
- japonais : ロジャー・ラビット (Rojā・Rabitto : Roger Rabbit)
- néerlandais : Who Framed Roger Rabbit
- polonais : Kto wrobil królika Rogera?
- portugais : Quem Tramou Roger Rabbit? (Portugal)/Uma Cilada Para Roger Rabbit (Brésil)
- russe : Кто подставил кролика Роджера (Kto podsavil krolika Rodjera)
- suédois : Vem satte dit Roger Rabbit

## Distinctions

### Distinctions 1988
| Distinctions 1988 du film Qui veut la peau de Roger Rabbit ? | Distinctions 1988 du film Qui veut la peau de Roger Rabbit ?            | Distinctions 1988 du film Qui veut la peau de Roger Rabbit ? | Distinctions 1988 du film Qui veut la peau de Roger Rabbit ? | Distinctions 1988 du film Qui veut la peau de Roger Rabbit ? |
| Évènements                                                   | Catégorie / Récompense                                                  | Nommé(es) / Lauréat(es)                                      | Résultats                                                    |                                                              |
| ------------------------------------------------------------ | ----------------------------------------------------------------------- | ------------------------------------------------------------ | ------------------------------------------------------------ | ------------------------------------------------------------ |
| Annie Awards                                                 | Annie de la meilleure réalisation individuelle en réalisation technique | Richard Williams                                             | Lauréat                                                      |                                                              |
| British Society of Cinematographers Awards                   | Meilleure photographie                                                  | Dean Cundey                                                  | Nomination                                                   |                                                              |
| Cahiers du cinéma                                            | Meilleur film (5e place)                                                | Robert Zemeckis                                              | Nomination                                                   |                                                              |
| Los Angeles Film Critics Association Awards                  | Prix spécial de la meilleure réalisation technique                      | Robert Zemeckis                                              | Lauréat                                                      |                                                              |
| Mostra de Venise                                             | Prix Enfants et Cinéma - Mention Spéciale                               | Robert Zemeckis                                              | Lauréat                                                      |                                                              |

### Distinctions 1989
| Distinctions 1989 du film Qui veut la peau de Roger Rabbit ? | Distinctions 1989 du film Qui veut la peau de Roger Rabbit ?                                    | Distinctions 1989 du film Qui veut la peau de Roger Rabbit ?    | Distinctions 1989 du film Qui veut la peau de Roger Rabbit ? | Distinctions 1989 du film Qui veut la peau de Roger Rabbit ? |
| Évènements                                                   | Catégorie / Récompense                                                                          | Nommé(es) / Lauréat(es)                                         | Résultats                                                    |                                                              |
| ------------------------------------------------------------ | ----------------------------------------------------------------------------------------------- | --------------------------------------------------------------- | ------------------------------------------------------------ | ------------------------------------------------------------ |
| American Cinema Editors                                      | Meilleur montage d'un film                                                                      | Arthur Schmidt                                                  | Nomination                                                   |                                                              |
| BAFTA Awards                                                 | British Academy Film Award des meilleurs effets spéciaux                                        | George Gibbs, Ed Jones, Ken Ralston et Richard Williams         | Lauréat                                                      |                                                              |
| BAFTA Awards                                                 | Meilleur scénario adapté                                                                        | Jeffrey Price et Peter S. Seaman                                | Nomination                                                   |                                                              |
| BAFTA Awards                                                 | Meilleure photographie                                                                          | Dean Cundey                                                     | Nomination                                                   |                                                              |
| BAFTA Awards                                                 | Meilleur montage                                                                                | Arthur Schmidt                                                  | Nomination                                                   |                                                              |
| BAFTA Awards                                                 | Meilleure direction artistique                                                                  | Elliott Scott                                                   | Nomination                                                   |                                                              |
| BMI Film and TV Awards                                       | Prix BMI de la meilleure musique de film                                                        | Alan Silvestri                                                  | Lauréat                                                      |                                                              |
| Boston Society of Film Critics Awards                        | Prix spécial - Directeur d'animation                                                            | Richard Williams                                                | Lauréat                                                      |                                                              |
| César                                                        | Meilleur film étranger                                                                          | Robert Zemeckis                                                 | Nomination                                                   |                                                              |
| Chicago Film Critics Association Awards                      | Meilleur réalisateur                                                                            | Robert Zemeckis                                                 | Lauréat                                                      |                                                              |
| David di Donatello Awards                                    | David du meilleur producteur étranger                                                           | Frank Marshall et Robert Watts                                  | Lauréat                                                      |                                                              |
| Directors Guild of America Awards                            | Meilleure réalisation pour un film                                                              | Robert Zemeckis                                                 | Nomination                                                   |                                                              |
| Evening Standard British Film Awards                         | Meilleur acteur                                                                                 | Bob Hoskins                                                     | Lauréat                                                      |                                                              |
| Golden Globes                                                | Meilleur film musical ou comédie                                                                | Qui veut la peau de Roger Rabbit ?                              | Nomination                                                   |                                                              |
| Golden Globes                                                | Meilleur acteur dans un film musical ou une comédie                                             | Bob Hoskins                                                     | Nomination                                                   |                                                              |
| Goldene Leinwand                                             | Écran d'or                                                                                      | Qui veut la peau de Roger Rabbit ?                              | Lauréat                                                      |                                                              |
| Grammy Awards                                                | Meilleur album de musique de fond instrumentale originale écrite pour un film ou une télévision | Alan Silvestri                                                  | Nomination                                                   |                                                              |
| Jupiter Awards                                               | Meilleur film international                                                                     | Robert Zemeckis                                                 | Lauréat                                                      |                                                              |
| Kids' Choice Awards                                          | Blimp Award du film préféré                                                                     | Qui veut la peau de Roger Rabbit ?                              | Lauréat                                                      |                                                              |
| Motion Picture Sound Editors                                 | Golden Reel Award du meilleur montage son des doublages                                         | Qui veut la peau de Roger Rabbit ?                              | Lauréat                                                      |                                                              |
| Oscars                                                       | Oscar du meilleur montage                                                                       | Arthur Schmidt                                                  | Lauréat                                                      |                                                              |
| Oscars                                                       | Oscar du meilleur montage de son                                                                | Charles L. Campbell et Louis L. Edemann                         | Lauréat                                                      |                                                              |
| Oscars                                                       | Oscar des meilleurs effets visuels                                                              | George Gibbs, Ed Jones, Ken Ralston et Richard Williams         | Lauréat                                                      |                                                              |
| Oscars                                                       | Oscars pour une performance spéciale                                                            | Richard Williams                                                | Lauréat                                                      |                                                              |
| Oscars                                                       | Meilleure photographie                                                                          | Dean Cundey                                                     | Nomination                                                   |                                                              |
| Oscars                                                       | Meilleure direction artistique (décors)                                                         | Elliot Scott et Peter Howitt                                    | Nomination                                                   |                                                              |
| Oscars                                                       | Meilleur son                                                                                    | John Boyd, Tony Dawe, Don Digirolamo et Robert Knudson          | Nomination                                                   |                                                              |
| Prix Hugo                                                    | Hugo de la meilleure présentation dramatique                                                    | Jeffrey Price, Peter S. Seaman, Gary K. Wolf et Robert Zemeckis | Lauréat                                                      |                                                              |
| Prix Sant Jordi du cinéma                                    | Prix du public Rosa de Sant Jordi du meilleur film étranger                                     | Robert Zemeckis                                                 | Lauréat                                                      |                                                              |
| Writers Guild of America                                     | Meilleur scénario adapté                                                                        | Jeffrey Price et Peter S. Seaman                                | Nomination                                                   |                                                              |

### Distinctions 1990
| Distinctions 1990 du film Qui veut la peau de Roger Rabbit ?         | Distinctions 1990 du film Qui veut la peau de Roger Rabbit ? | Distinctions 1990 du film Qui veut la peau de Roger Rabbit ? | Distinctions 1990 du film Qui veut la peau de Roger Rabbit ? | Distinctions 1990 du film Qui veut la peau de Roger Rabbit ? |
| Évènements                                                           | Catégorie / Récompense                                       | Nommé(es) / Lauréat(es)                                      | Résultats                                                    |                                                              |
| -------------------------------------------------------------------- | ------------------------------------------------------------ | ------------------------------------------------------------ | ------------------------------------------------------------ | ------------------------------------------------------------ |
| Academy of Science Fiction, Fantasy and Horror Films - Saturn Awards | Saturn Award du meilleur film fantastique                    | Qui veut la peau de Roger Rabbit ?                           | Lauréat                                                      |                                                              |
| Academy of Science Fiction, Fantasy and Horror Films - Saturn Awards | Saturn Award de la meilleure réalisation                     | Robert Zemeckis                                              | Lauréat                                                      |                                                              |
| Academy of Science Fiction, Fantasy and Horror Films - Saturn Awards | Saturn Award des meilleurs effets spéciaux                   | George Gibbs, Ken Ralston et Richard Williams                | Lauréat                                                      |                                                              |
| Academy of Science Fiction, Fantasy and Horror Films - Saturn Awards | Meilleur acteur                                              | Bob Hoskins                                                  | Nomination                                                   |                                                              |
| Academy of Science Fiction, Fantasy and Horror Films - Saturn Awards | Meilleur acteur dans un second rôle                          | Christopher Lloyd                                            | Nomination                                                   |                                                              |
| Academy of Science Fiction, Fantasy and Horror Films - Saturn Awards | Meilleure actrice dans un second rôle                        | Joanna Cassidy                                               | Nomination                                                   |                                                              |
| Academy of Science Fiction, Fantasy and Horror Films - Saturn Awards | Meilleur scénario                                            | Jeffrey Price et Peter S. Seaman                             | Nomination                                                   |                                                              |
| Academy of Science Fiction, Fantasy and Horror Films - Saturn Awards | Meilleure musique                                            | Alan Silvestri                                               | Nomination                                                   |                                                              |

### Nomination 2003
- DVD Exclusive Awards : meilleur design de menu DVD pour John Ross

### Autres
- Inscription au National Film Registry en 2016
- Inscription au temple de la renommée des meilleurs films de l'OFTA en 2018

## Sorties

### Sorties cinéma
- États-Unis : 21 juin 1988 (première au Radio City Music Hall de New York[50]) ; 22 juin 1988 (sortie nationale)
- Italie : septembre 1988 (Mostra de Venise) ; 2 décembre 1988 (sortie nationale)
- France : 18 octobre 1988
- Allemagne de l'Ouest : 27 octobre 1988
- Pays-Bas : 17 novembre 1988
- Australie et Portugal : 24 novembre 1988
- Espagne : 25 novembre 1988
- Irlande, Suède et Royaume-Uni : 2 décembre 1988
- Japon : 3 décembre 1988
- Colombie : 7 décembre 1988
- Mexique et Norvège : 15 décembre 1988
- Danemark, Finlande et Islande : 16 décembre 1988
- Grèce : 21 décembre 1988
- Argentine, Brésil et Pérou : 22 décembre 1988
- Hong Kong : 28 janvier 1989
- Taïwan : 6 février 1989
- Philippines : 25 mars 1989
- Turquie : décembre 1989
- Corée du Sud : 17 août 1990

### Sorties en vidéo
- 1989 - VHS avec format 4/3 recadré
- 1994 - Laserdisc avec format 4/3 recadré
- 1999 - DVD avec format 4/3
- 4 avril 2003 -VHS, DVD simple, Édition Collector 2 dvd imitation pochette cuir  (film + making of Roger Rabbit) édition limitée.

En France, le film Qui veut la peau de Roger Rabbit est sorti en :
- Laserdisc avec format ⁴⁄₃ recadré en 1995[103]
- DVD simple et DVD édition collector le 3 avril 2003[104],[105]
- Blu-ray le 15 mai 2013[106]
- VOD le 7 juin 2017[11]
- 4K Ultra HD + Blu-ray[107] et 4K Ultra HD + Blu-ray exclusivité FNAC boîtier SteelBook[108] le 10 décembre 2021